# Novinska agencija Bakhtar
Novinska agencija Bakhtar (engl. Bakhtar News Agency) je Afganistanska državna novinska agencija smještena u Kabulu. Osnovana je 1939. godine te je do 1992. godine vijesti emitirala samo na domaćem jeziku (od 1992. godine svoje vijesti objavljuju i na engleskom jeziku). Agencija je glavni veliki izvor informacija za sve afganistanske medije. Bavi se prikupljanjem i obradom unutardržavnih i međunarodnih vijesti. 
Agencija je poznata po time što na dnevnoj bazi napiše 2-3 politička komentara, odnosno analize. Agencija na dnevnoj bazi proizvede nekoliko stotina vlastitih autorskih fotografija s terena, uglavnom na području samog Afganistana. Prema statistikama, BNA dnevno objavi preko 100 članaka, reportaža, intervjua i dr.